# أرسطفان
أرِسْطُفان أو أرِسْطُفانِس (باليونانية القديمة: Ἀριστοφάνης؛ 446–386 ق.م. تقريبا) مؤلف مسرحي كوميدي يعتبر من رواد المسرح الساخر في اليونان القديمة. لم يبق من أعماله سوى إِحدى عشرة مسرحية، وفيها يسخر من كل أنواع البشر بما فيهم الشخصيات المعروفة أمثال سقراط الذي كان يعدّه صديقاً، كانت مسرحياته تغص بالنكات والمبالغات والنقد السياسي اللاذع على الرغم من إلباسها بمهارة فائقة ثوب العبارات الهزلية.

## حياته الشخصية والأدبية
كان ينتمي إلى أسرة مثقفة غنية من طبقة ملاك الأراضي في أثينا، وكان في عنفوان الشباب حين دارت بين أثينا وإسبرطة حربا أضحت فيما بعد موضوعاً مشئوماً لمسرحياته وأخذ يندد بهذا التطاحن الذي يقتل فيه اليوناني أخاه، ويدعو في كل مسرحية يكتبها إلى السلم.
وحين أصبحت السـلطة العليا في أثينا عام 429 ق.م. في يدي كليون Cleon دابغ الجلد الغني ممثل المصالح التجارية التي تدعو إلى القضاء قضاءً مبرماً على إسبرطة منافسة أثينا في السيادة على بلاد اليونان، سخر أريستوفانيس في مسرحية له مفقودة تدعى “البابليون” سخريةً لاذعة من كليون وأساليبه السياسية قدم بسببها إلى المحاكمة بتهمة الخيانة وحكم عليه بغرامة. وثأر أريستوفان لنفسه بعد عامين من هذا الحكم بإخراج مسرحية «الفرسان»، وكانت أهم شخصية في هذه المسرحية هي شخصية ديموس Demos (أي الشعب)؛ وكان لديموس هذا رئيس خدم يدعى “الدباغ”. ولم يكن أحد يجهل من المقصود بهذه الألقاب حتى كليون نفسه الذي كان ممن شاهدوا المسرحية. وكان الهجاء فيها لاذعاً شديداً إلى حد امتناع الممثلين جميعاً عن تمثيل دور الدباغ خوفاً.
كما هاجم أريستوفان كذلك أصحاب الفكر الجديد -في ذلك الوقت- من السفسطائيين، وجرّح أفكارهم ورماهم بأقذع التهم، ولم يترك أي فرصة تمر في مسرحياته دون أن يستثمرها لتسفيه الفلاسفة بوجه عام، وفي مقدمتهم سقراط مثلما فعل في مسرحية «السحب».

## أعماله
يعتقد أنه ألَّف نحو خمسين مسرحية تغطي جوانب الحياة الأثينية في زمنه، ولم يبق منها إِلا إِحدى عشرة هي:
- أهل أخارناى (425ق.م)
- الفرسان (مسرحية) (424ق.م)
- السحب (مسرحية) (423 ق.م)
- الزنابير (مسرحية) (422ق.م)
- السلام (مسرحية) (421ق.م)
- الطيور (مسرحية)(414ق.م.)
- ليسستراتي (مسرحية) (411ق.م) : يدور حول نساء إحدى المدن اليونانية اللواتي يرفضن السماح لأزوجهن بالعودة إلى المنزل، ما لم يقرروا التخلي عن مهنة الجندية نهائياً. إنها مضحكة ومسلية للغاية، ولكنها كذلك محاضرة في عدم فائدة الحرب.
- النساء في أعياد الثيسموفوريا (مسرحية) (411ق.م)
- ملهاة الضفادع (405ق.م)
- برلمان النساء (مسرحية) (392ق.م)
- بلوتوس (مسرحية) (388ق.م).[12][13]

## روابط خارجية
- أريستوفان على موقع IMDb (الإنجليزية)
- أريستوفان على موقع الموسوعة البريطانية (الإنجليزية)
- أريستوفان على موقع ميوزك برينز (الإنجليزية)
- أريستوفان على موقع قاعدة بيانات برودواي على الإنترنت (الإنجليزية)
- أريستوفان على موقع إن إن دي بي (الإنجليزية)
- أريستوفان على موقع ديسكوغز (الإنجليزية)
- أريستوفان على موقع قاعدة بيانات الفيلم (الإنجليزية)